# Asnières-sous-Bois
Asnières-sous-Bois è un comune francese di 162 abitanti situato nel dipartimento della Yonne nella regione della Borgogna-Franca Contea.

## Società

### Evoluzione demografica
Abitanti censiti